# 64 Leonis
64 Leonis är en Am-stjärna i stjärnbilden Lejonet.
64 Leonis har visuell magnitud +6,47 och befinner sig precis på gränsen till vad som går att se för blotta ögat vid mycket god seeing. Den befinner sig på ett avstånd av ungefär 250 ljusår.